# 相川駅

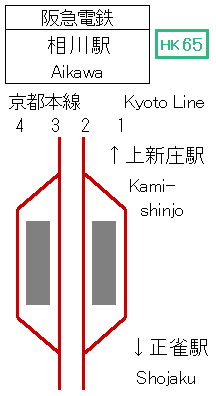
配線図

相川駅（あいかわえき）は、大阪府大阪市東淀川区相川一丁目にある、阪急電鉄京都本線の駅。駅番号はHK-65。

## 概要
阪急線内においては大阪市内で最北東端の駅であり、安威川と神崎川の合流地点付近に位置する。
吹田市内の駅ではないが、開業時から長らく駅名に「吹田」の名称が含まれていたことからも分かるように吹田市域までは近く、同市内の住民の利用も少なくない。また阪急京都線が不通になった際の振替輸送時においてはJR京都線の吹田駅に案内される。
複数の私立学校が駅周辺に立地し、学生の利用が中心となっている。
終日にわたって普通が準急以上の種別の通過待ちを行っており、昼間時でも2本続けて待避することも多い。

## 歴史
開業時の駅名は吹田町駅であったが、千里線（1967年までは千里山線）の吹田駅との兼ね合いなどから幾度か駅名が変更されてきた。相川駅の名は駅近くを流れる安威川に由来する。

### 年表
- 1928年（昭和3年）1月16日：新京阪鉄道の淡路駅 - 高槻町駅（現在の高槻市駅）間開通と同時に吹田町駅（すいたまちえき）として開業する[3][4]。開業時に待避線を備えていたが、1933年までに撤去された。
- 1930年（昭和5年）9月15日：京阪電気鉄道への合併に伴い、京阪電気鉄道新京阪線の駅となる[3]。
- 1940年（昭和15年）6月15日：京阪吹田駅（けいはんすいたえき）に改称する[5]。
- 1943年（昭和18年）10月1日：京阪神急行電鉄（現在の阪急電鉄）への合併に伴い、吹田東口駅（すいたひがしぐちえき）に改称するとともに、千里山線（現在の阪急千里線）の東吹田駅を吹田駅に改称する[3]。
- 1949年（昭和24年）12月1日：京阪神急行電鉄から京阪電鉄が分離のため新京阪線から京都本線に改称され、当駅も阪急の京都本線の所属となる[3]。
- 1954年（昭和29年）5月1日：相川駅に改称する[3]。
- 1969年（昭和44年）：待避設備が復活する。
- 2013年（平成25年）12月21日：駅ナンバリングが導入され、使用を開始[6][7]。

## 駅構造
盛土上に、島式ホーム2面4線を有する高架駅で、待避設備を備えている。
ホームは、改札階の階上となっている。改札口は京都河原町寄りの東西双方向きに設けられている。かつては周辺の高校生徒専用の出入口が京都側にあった（現在は閉鎖）。
トイレは西改札内にある。

### のりば
| 号線 | 路線      | 方向 | 行先                                 |
| ---- | --------- | ---- | ------------------------------------ |
| 1・2 | ■京都本線 | 上り | 高槻市・茨木市・京都河原町・嵐山方面 |
| 3・4 | ■京都本線 | 下り | 淡路・十三・大阪梅田・天下茶屋方面   |

- 内側2線（2号線と3号線）が主本線、外側2線（1号線と4号線）が待避線である。
- 朝・夕・夜には当駅を始発とする下り列車（主に天下茶屋行き）、朝には当駅を始発とする上り列車（京都河原町行き）がそれぞれ設定されている。

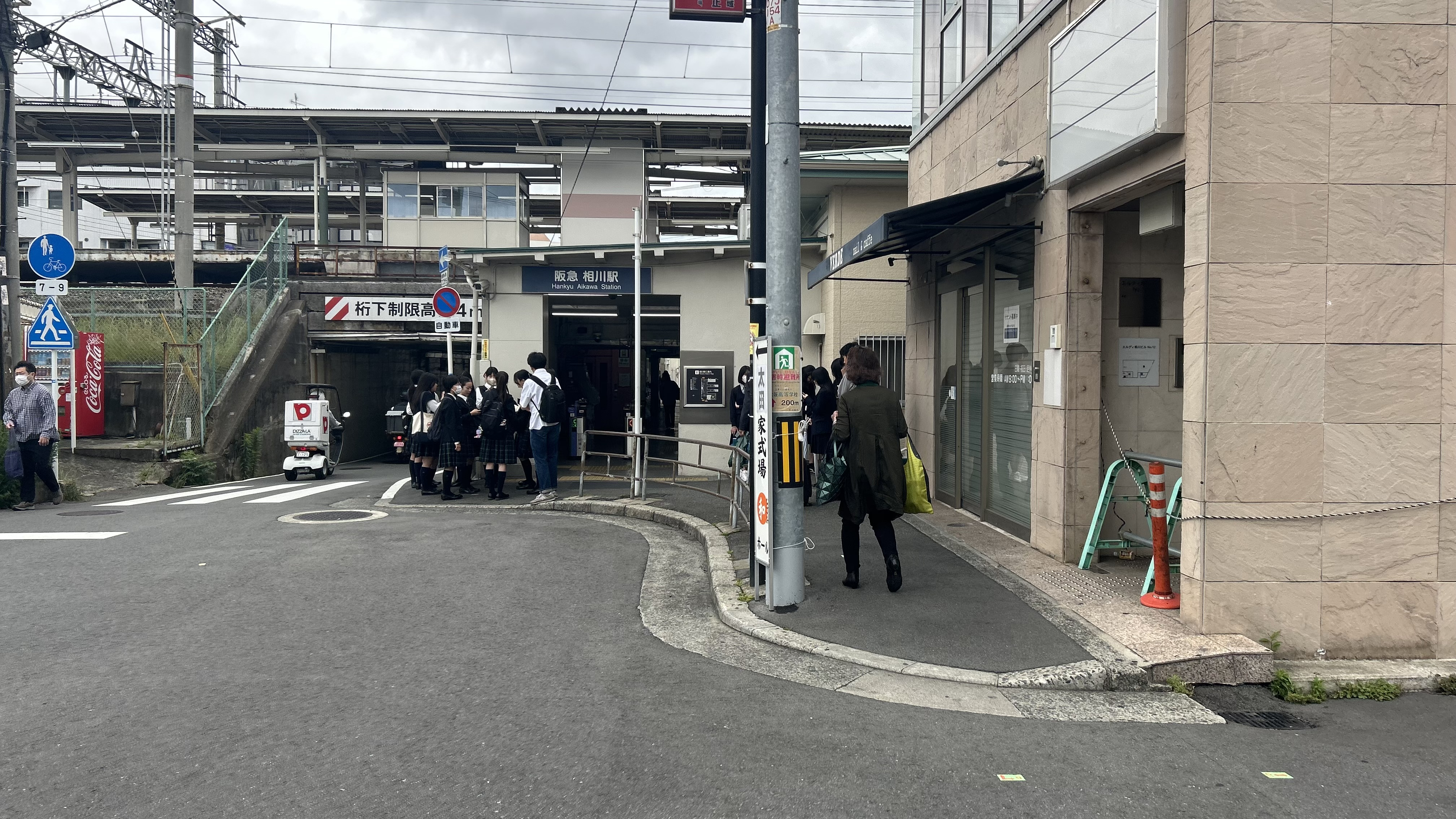
西口（2025年5月）
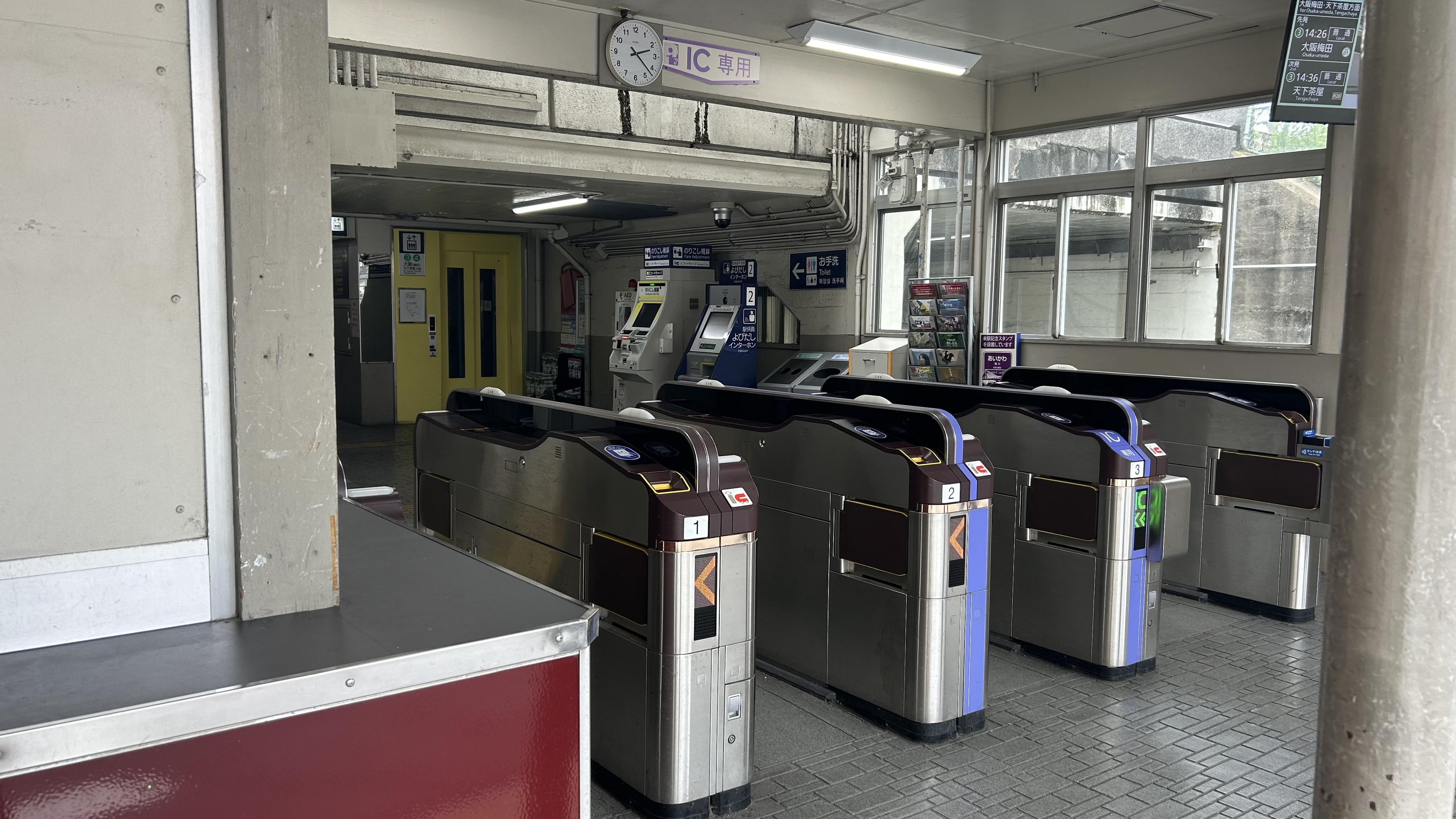
東改札口（2025年5月）
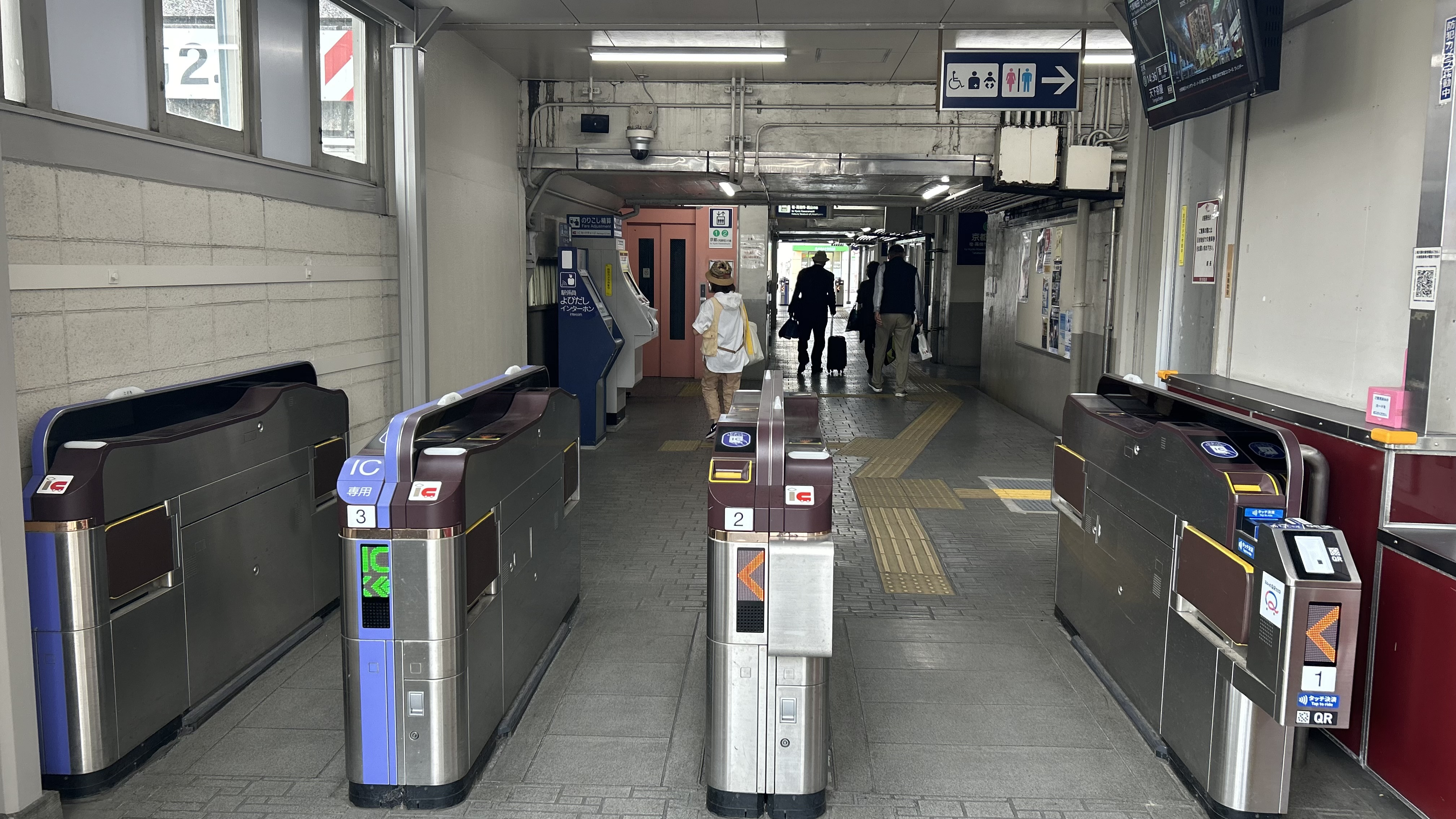
西改札口（2025年5月）
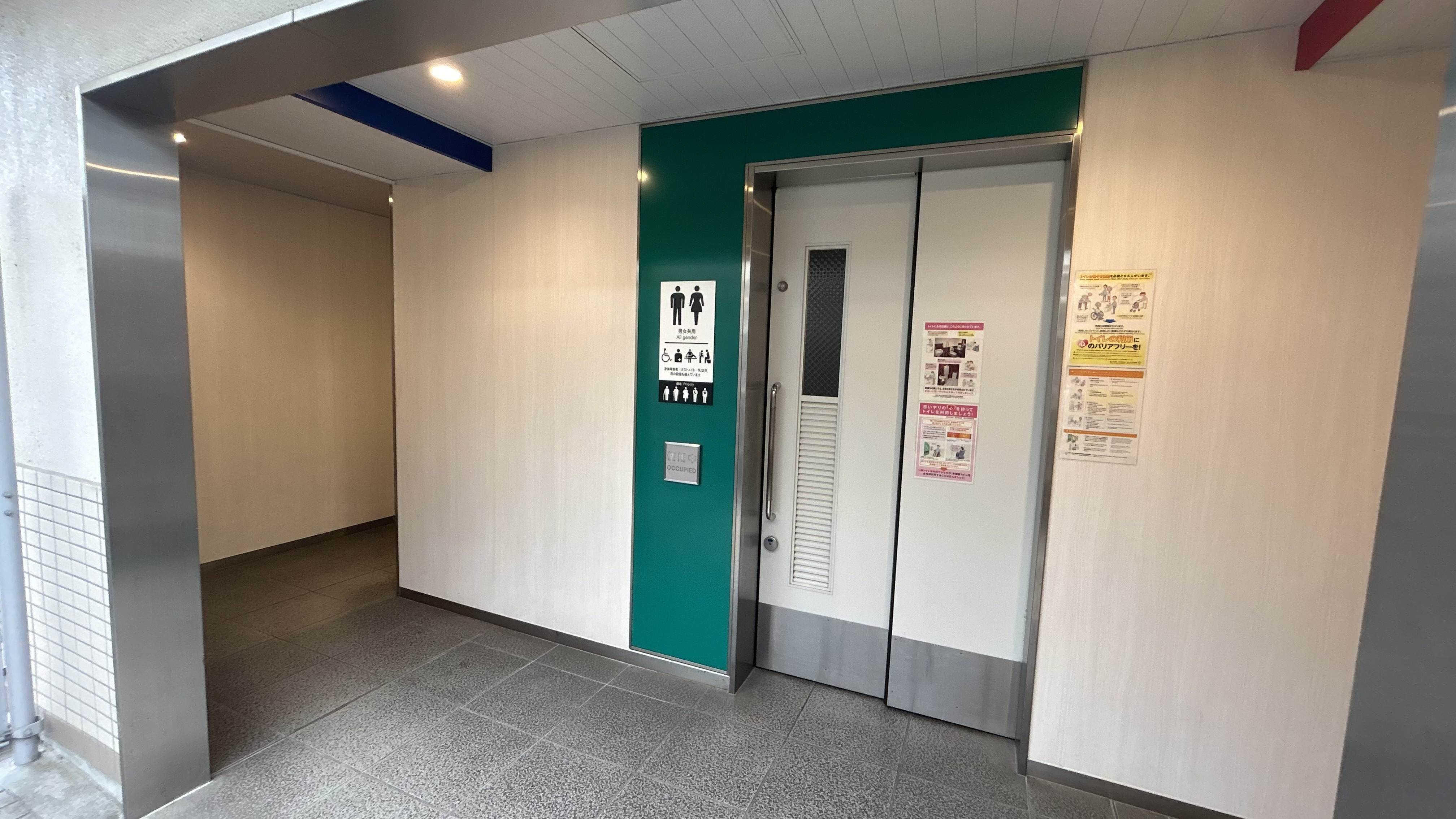
トイレ
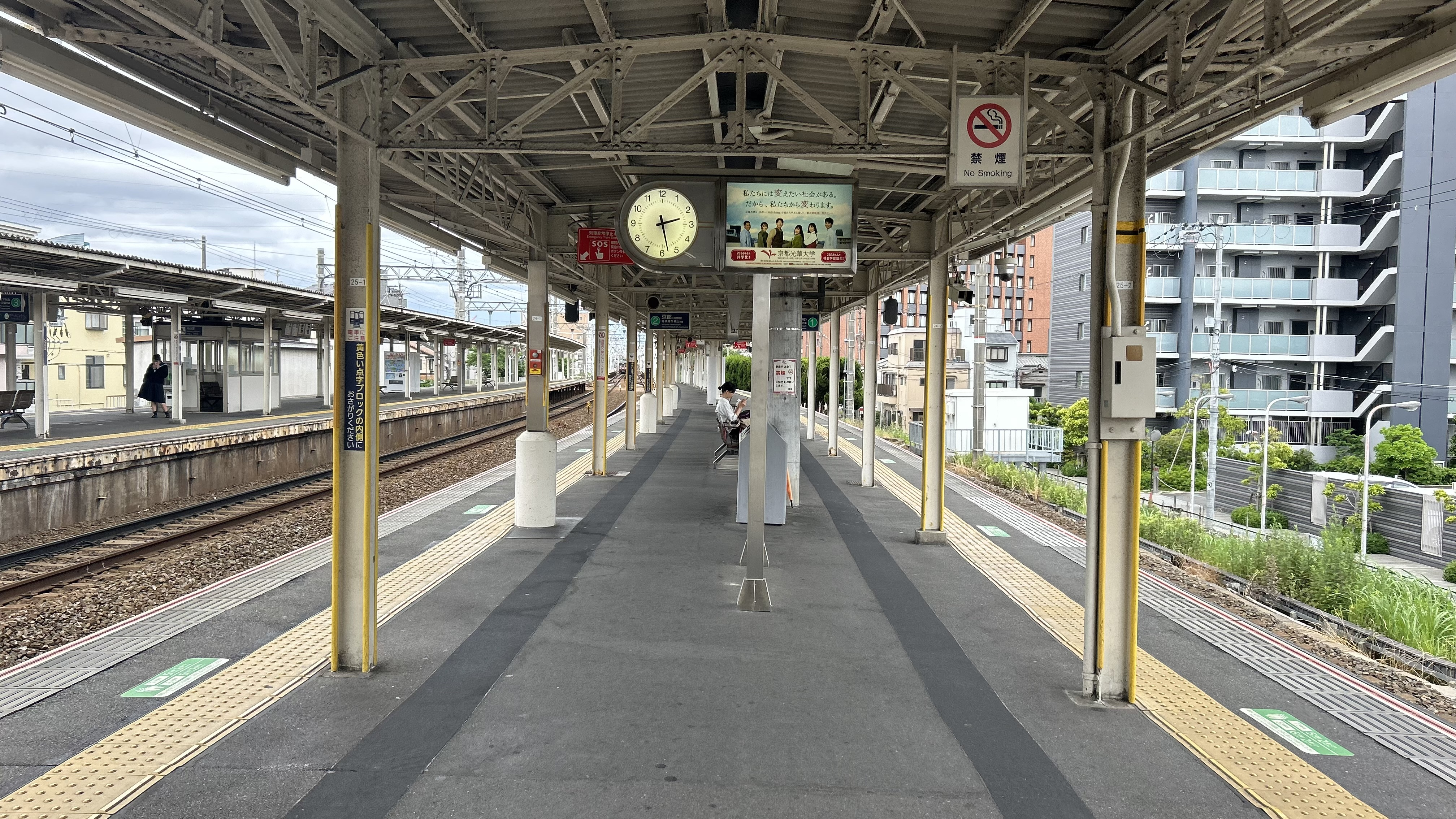
1・2号線ホーム（2025年5月）
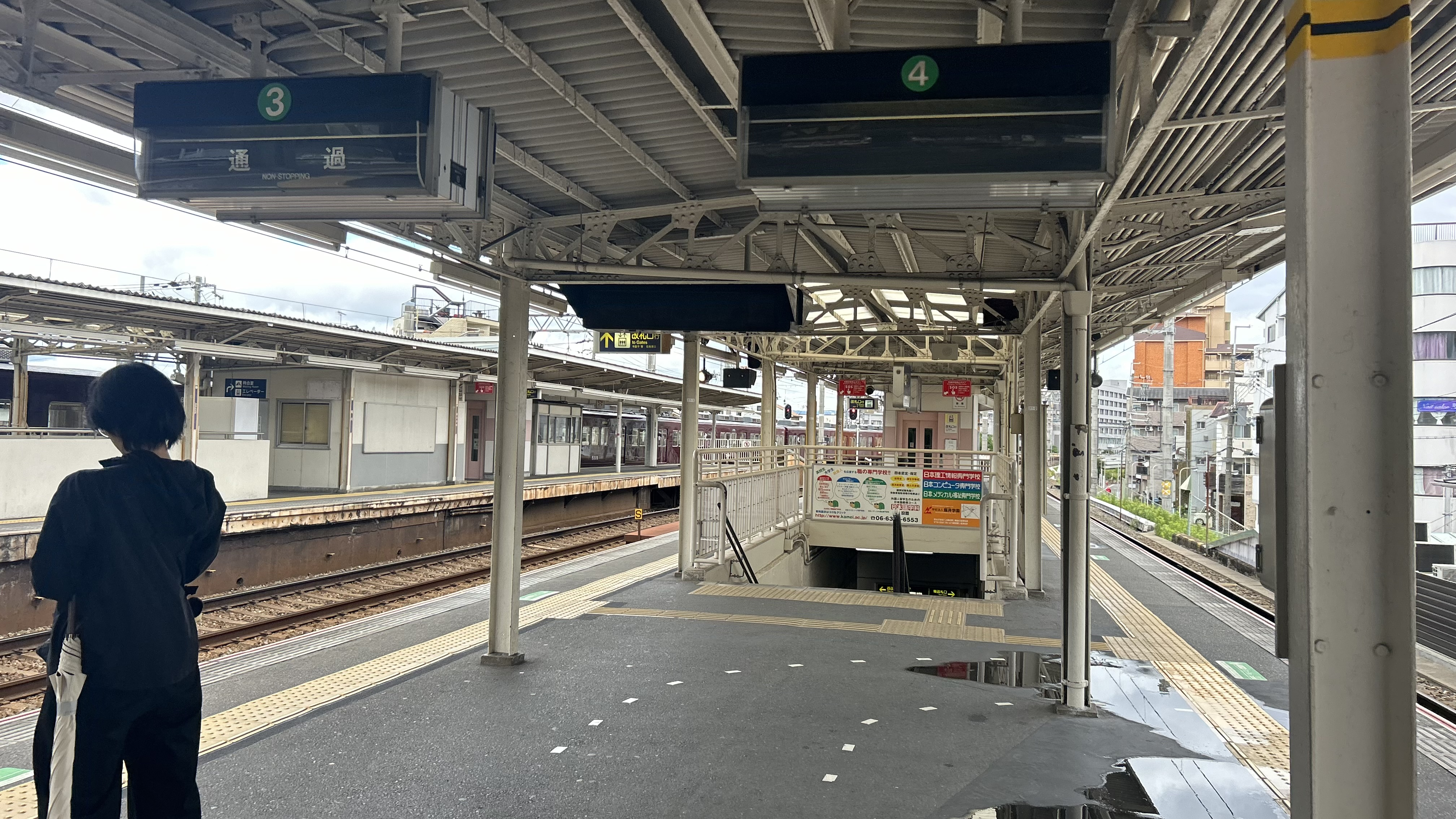
3・4号線ホーム（2025年5月）
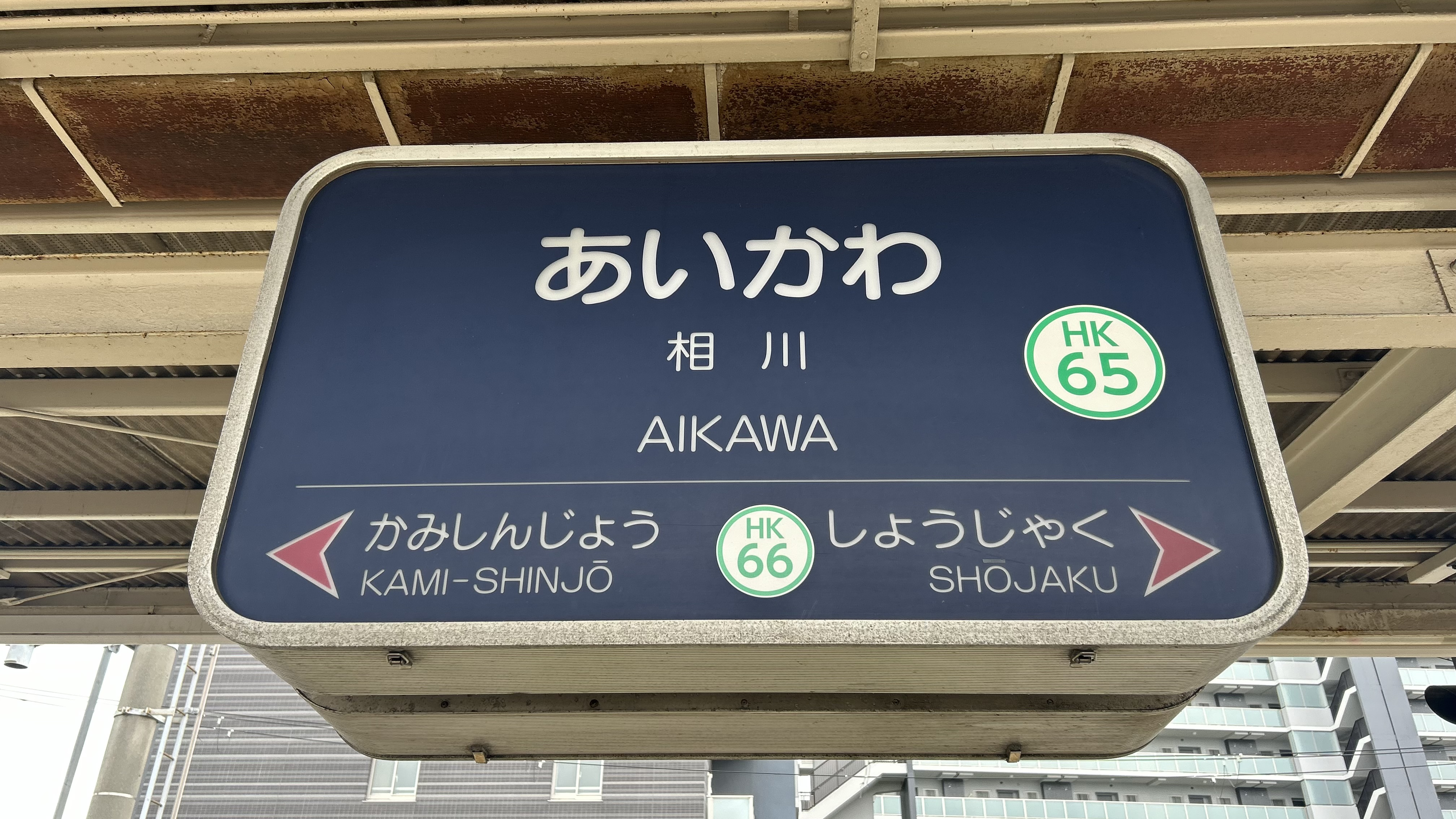
駅名標

## 利用状況
2024年（令和6年）の通年平均乗降人員は15,328人である。阪急電鉄全駅中第51位（50位＝御影駅、52位＝正雀駅）。京都線の普通のみの停車駅では富田駅に次いで多い。

### 年次別利用状況
各年次の乗降人員の推移は下表のとおり。2015年までは平日限定、2017年以降は通年平均となっている。2016年は通年平均の上位50駅のみが公表されており、ランク外となった当駅の順位・利用者数は非公表となっている。
| /        | 年次               | 乗車人員 | 降車人員 | 乗降人員 | 順位 | 出典        |
| -------- | ------------------ | -------- | -------- | -------- | ---- | ----------- |
| 平日限定 | 2013年（平成25年） | 9,099    | 8,981    | 18,080   | 50位 | [ 阪急 2 ]  |
| 平日限定 | 2014年（平成26年） | 9,283    | 9,262    | 18,545   | 48位 | [ 阪急 3 ]  |
| 平日限定 | 2015年（平成27年） | 9,520    | 9,477    | 18,997   | 46位 | [ 阪急 4 ]  |
| 通年平均 | 2017年（平成29年） | -        | -        | 16,080   | 51位 | [ 阪急 5 ]  |
| 通年平均 | 2018年（平成30年） | -        | -        | 16,080   | 50位 | [ 阪急 6 ]  |
| 通年平均 | 2019年（令和元年） | -        | -        | 16,200   | 51位 | [ 阪急 7 ]  |
| 通年平均 | 2020年（令和02年） | -        | -        | 12,960   | 48位 | [ 阪急 8 ]  |
| 通年平均 | 2021年（令和03年） | -        | -        | 13,822   | 45位 | [ 阪急 9 ]  |
| 通年平均 | 2022年（令和04年） | -        | -        | 14,745   | 45位 | [ 阪急 10 ] |
| 通年平均 | 2023年（令和05年） | -        | -        | 15,405   | 49位 | [ 阪急 11 ] |
| 通年平均 | 2024年（令和06年） | -        | -        | 15,328   | 51位 | [ 阪急 1 ]  |

### 年度別利用状況
各年度の1日あたりの利用状況は下表のとおり。特定日の利用者数は大阪府統計年鑑、1日平均乗車人員は大阪市統計書による。
| 年度               | 特定日   | 特定日   | 特定日   | 1日平均 乗車人員 | 出典          | 出典         |
| 年度               | 乗車人員 | 降車人員 | 乗降人員 | 1日平均 乗車人員 | 大阪府        | 大阪市       |
| ------------------ | -------- | -------- | -------- | ---------------- | ------------- | ------------ |
| 1966年（昭和41年） | 12,776   |          |          |                  | [ 大阪府 1 ]  |              |
| 1967年（昭和42年） | 13,108   |          |          |                  | [ 大阪府 2 ]  |              |
| 1968年（昭和43年） | 12,246   |          |          |                  | [ 大阪府 3 ]  |              |
| 1969年（昭和44年） | 12,648   |          |          |                  | [ 大阪府 4 ]  |              |
| 1970年（昭和45年） | 13,123   |          |          |                  | [ 大阪府 5 ]  |              |
| 1971年（昭和46年） | 12,655   |          |          |                  | [ 大阪府 6 ]  |              |
| 1972年（昭和47年） | 14,412   |          |          |                  | [ 大阪府 7 ]  |              |
| 1973年（昭和48年） | 12,527   |          |          |                  | [ 大阪府 8 ]  |              |
| 1974年（昭和49年） | 13,845   |          |          |                  | [ 大阪府 9 ]  |              |
| 1975年（昭和50年） | 14,435   |          |          |                  | [ 大阪府 10 ] |              |
| 1976年（昭和51年） | 14,049   |          |          |                  | [ 大阪府 11 ] |              |
| 1977年（昭和52年） | 14,521   |          |          |                  | [ 大阪府 12 ] |              |
| 1978年（昭和53年） | 13,560   |          |          |                  | [ 大阪府 13 ] |              |
| 1979年（昭和54年） | 14,494   |          |          |                  | [ 大阪府 14 ] |              |
| 1980年（昭和55年） | 14,274   |          |          |                  | [ 大阪府 15 ] |              |
| 1981年（昭和56年） | 14,694   |          |          |                  | [ 大阪府 16 ] |              |
| 1982年（昭和57年） | 15,105   | 14,315   | 29,420   |                  | [ 大阪府 17 ] |              |
| 1983年（昭和58年） | 15,218   | 14,590   | 29,808   |                  | [ 大阪府 18 ] |              |
| 1984年（昭和59年） | 15,438   | 14,122   | 29,560   |                  | [ 大阪府 19 ] |              |
| 1985年（昭和60年） | 14,729   | 14,554   | 29,283   |                  | [ 大阪府 20 ] |              |
| 1986年（昭和61年） | 15,399   | 14,603   | 30,002   |                  | [ 大阪府 21 ] |              |
| 1987年（昭和62年） | 15,841   | 15,200   | 31,041   |                  | [ 大阪府 22 ] |              |
| 1988年（昭和63年） | 15,476   | 14,850   | 30,326   |                  | [ 大阪府 23 ] |              |
| 1989年（平成元年） |          |          |          |                  | [ 大阪府 24 ] |              |
| 1990年（平成02年） | 13,555   | 12,595   | 26,150   |                  | [ 大阪府 25 ] |              |
| 1991年（平成03年） |          |          |          |                  | [ 大阪府 26 ] |              |
| 1992年（平成04年） | 12,465   | 11,601   | 24,066   |                  | [ 大阪府 27 ] |              |
| 1993年（平成05年） |          |          |          |                  | [ 大阪府 28 ] |              |
| 1994年（平成06年） |          |          |          |                  | [ 大阪府 29 ] |              |
| 1995年（平成07年） | 11,564   | 11,655   | 23,219   |                  | [ 大阪府 30 ] |              |
| 1996年（平成08年） | 12,815   | 12,898   | 25,713   |                  | [ 大阪府 31 ] |              |
| 1997年（平成09年） | 13,522   | 13,882   | 27,404   |                  | [ 大阪府 32 ] |              |
| 1998年（平成10年） | 10,836   | 11,012   | 21,848   |                  | [ 大阪府 33 ] |              |
| 1999年（平成11年） |          |          |          |                  | [ 大阪府 34 ] |              |
| 2000年（平成12年） | 12,030   | 11,910   | 23,940   |                  | [ 大阪府 35 ] |              |
| 2001年（平成13年） | 11,412   | 11,431   | 22,843   | 12,162           | [ 大阪府 36 ] | [ 大阪市 1 ] |
| 2002年（平成14年） | 10,664   | 10,971   | 21,635   | 11,454           | [ 大阪府 37 ] | [ 大阪市 1 ] |
| 2003年（平成15年） | 9,109    | 9,577    | 18,686   | 11,303           | [ 大阪府 38 ] | [ 大阪市 1 ] |
| 2004年（平成16年） | 9,068    | 10,160   | 19,228   | 11,081           | [ 大阪府 39 ] | [ 大阪市 1 ] |
| 2005年（平成17年） | 10,248   | 10,643   | 20,891   | 10,080           | [ 大阪府 40 ] | [ 大阪市 1 ] |
| 2006年（平成18年） | 9,506    | 9,992    | 19,498   | 11,095           | [ 大阪府 41 ] | [ 大阪市 1 ] |
| 2007年（平成19年） | 8,635    | 8,934    | 17,569   | 10,670           | [ 大阪府 42 ] | [ 大阪市 1 ] |
| 2008年（平成20年） | 8,687    | 9,366    | 18,053   | 9,773            | [ 大阪府 43 ] | [ 大阪市 1 ] |
| 2009年（平成21年） | 8,242    | 8,504    | 16,746   | 9,305            | [ 大阪府 44 ] | [ 大阪市 1 ] |
| 2010年（平成22年） | 8,121    | 8,582    | 16,703   | 8,911            | [ 大阪府 45 ] | [ 大阪市 1 ] |
| 2011年（平成23年） | 7,991    | 8,504    | 16,495   | 9,068            | [ 大阪府 46 ] | [ 大阪市 1 ] |
| 2012年（平成24年） | 8,336    | 8,799    | 17,135   | 8,849            | [ 大阪府 47 ] | [ 大阪市 1 ] |
| 2013年（平成25年） | 8,310    | 8,845    | 17,155   | 9,400            | [ 大阪府 48 ] | [ 大阪市 1 ] |
| 2014年（平成26年） | 8,656    | 9,174    | 17,830   | 9,496            | [ 大阪府 49 ] | [ 大阪市 1 ] |
| 2015年（平成27年） | 9,164    | 9,847    | 19,011   | 10,077           | [ 大阪府 50 ] | [ 大阪市 1 ] |
| 2016年（平成28年） | 9,597    | 10,078   | 19,675   | 10,315           | [ 大阪府 51 ] | [ 大阪市 1 ] |
| 2017年（平成29年） | 9,383    | 11,437   | 20,820   | 10,900           | [ 大阪府 52 ] | [ 大阪市 1 ] |
| 2018年（平成30年） | 8,341    | 9,315    | 17,656   | 10,585           | [ 大阪府 53 ] | [ 大阪市 1 ] |
| 2019年（令和元年） | 10,705   | 10,720   | 21,425   | 9,421            | [ 大阪府 54 ] | [ 大阪市 2 ] |
| 2020年（令和02年） | 9,951    | 9,922    | 19,873   | 7,963            | [ 大阪府 55 ] | [ 大阪市 3 ] |
| 2021年（令和03年） | 10,186   | 10,033   | 20,219   | 9,089            | [ 大阪府 56 ] | [ 大阪市 4 ] |
| 2022年（令和04年） | 10,484   | 10,362   | 20,846   | 9,973            | [ 大阪府 57 ] | [ 大阪市 5 ] |
| 2023年（令和05年） | 10,816   | 10,748   | 21,564   | 9,573            | [ 大阪府 58 ] | [ 大阪市 6 ] |

## 駅周辺
東西ともに、駅から放射状に道路が延びている。列車は当駅を挟み、すぐ北で安威川、南で神崎川を続けて渡る。また、安威川は当駅の南西で神崎川に合流する。

### 駅西側
駅の西側は大阪府道151号相川停車場線であり、阪急吹田駅方向に伸びている。この道路は、駅を出てすぐに、安威川をまたいでいる（新京阪橋）。

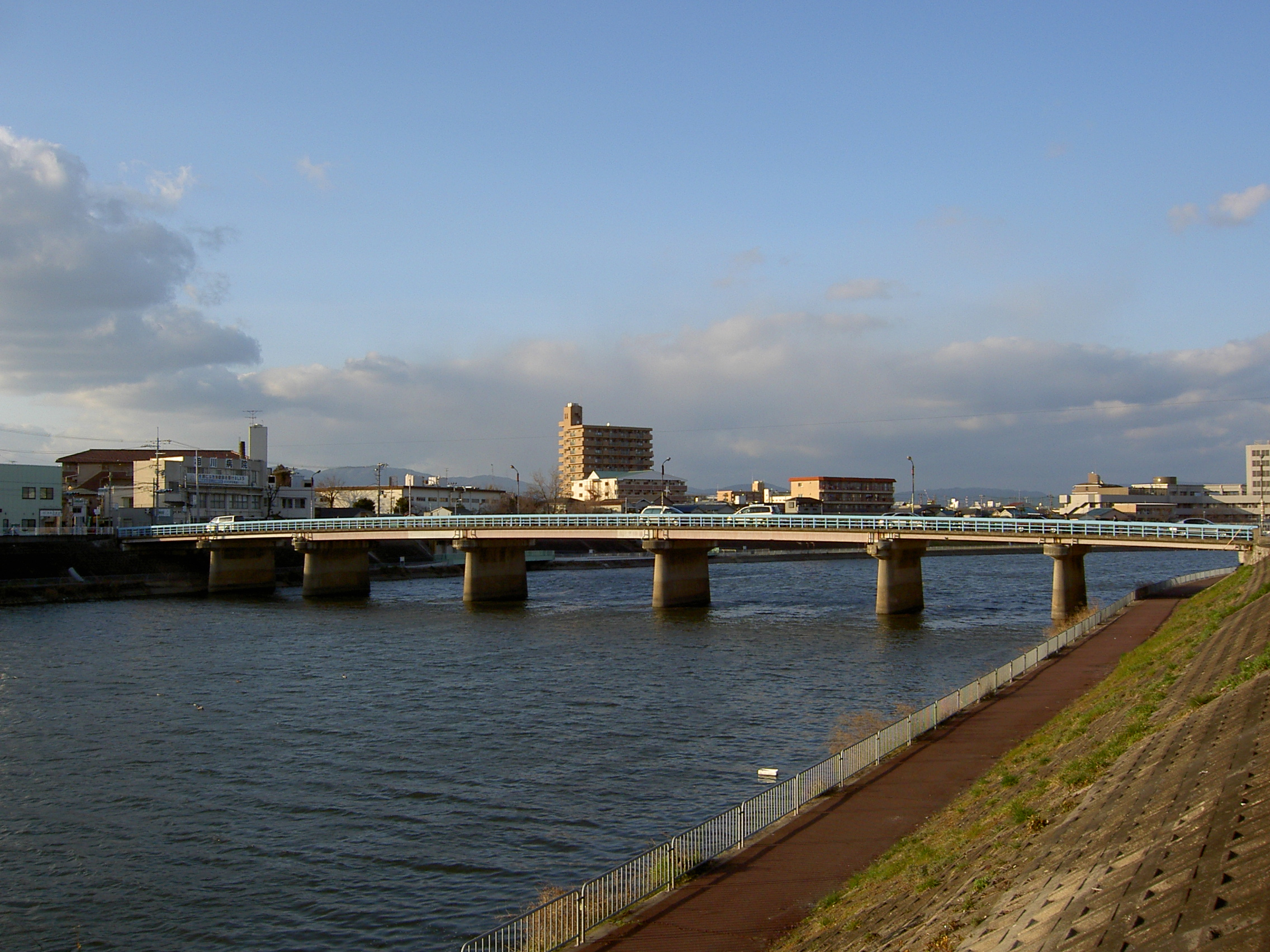
新京阪橋

- 相川診療所
- 吹田南高浜郵便局

### 駅東側
- 学校法人大阪成蹊学園
  - 大阪成蹊大学
  - 大阪成蹊短期大学
  - 大阪成蹊女子高等学校
- 学校法人大阪学園
  - 大阪高等学校：駅利用促進で1937年に学校誘致。
- 東淀川相川郵便局
- TAIYO（油圧シリンダー・設備メーカー）
- Osaka Metro今里筋線 井高野駅：1キロメートルほど離れている。

### 駅北側
- 大阪府済生会吹田病院：安威川を挟んだ対岸にあり、車窓からもよく見える。
- 大阪市高速電気軌道 東吹田検車場：相互直通運転を行っているOsaka Metro堺筋線の車両基地。検車場への引込線は正雀駅寄りの下り線上にあり、出庫した列車が当駅を始発として運用を始める場合もある。

## バス路線
阪急バスの阪急相川駅バス停が駅西口の路上（ローソン阪急相川駅西口店前）に、大阪シティバス（旧・大阪市営バス）の相川駅前バス停が東口付近にそれぞれ設置されている。
阪急バスについては柱本営業所の管轄する吹田摂津線が発着。
| のりば                     | 系統・行先                      | 備考                                              |
| 阪急相川駅（阪急バス）     | 阪急相川駅（阪急バス）          | 阪急相川駅（阪急バス）                            |
| -------------------------- | ------------------------------- | ------------------------------------------------- |
| 北行き                     | 30・31系統：JR吹田              |                                                   |
| 南行き                     | 30系統：ダイキン工業前          | 平日は朝を中心に数多く運行されるが土休日は1本のみ |
| 南行き                     | 31系統：上鳥飼/摂津ふれあいの里 | 平日の始発のみ摂津ふれあいの里行き                |
| 相川駅前（大阪シティバス） |                                 |                                                   |
|                            | 27号系統：井高野車庫前          |                                                   |

2013年8月21日までは阪急バス吹田線86系統の吹田市役所前・豊中行きが、31系統とは別に西口駅前の転車台をもった折返場から発着していた（末期は平日2往復のみ）。折返場は2014年現在大阪成蹊学園のスクールバスの発着場として使われているが、転車台は撤去されている。
また2013年3月31日までは大阪市交通局によって赤バス地下鉄井高野 - 区役所の系統も運行されていたが廃止され、27号系統が増発された。

## その他
歌手の相川七瀬の芸名は当駅名に由来すると紹介されることがあるが、相川本人はこれを否定している。

## 隣の駅
括弧内の英数字は駅ナンバリングである。
阪急電鉄
■京都本線
■快速特急・■特急・■通勤特急・■準特急・■急行・■準急
通過
■普通
上新庄駅 (HK-64) - 相川駅 (HK-65) - （東吹田信号所） - 正雀駅 (HK-66)
※ 当駅 - 正雀駅間は大阪府吹田市域を走行するが、駅は設けられていない（正雀駅の所在地は大阪府摂津市となる）。

### 記事本文

### 利用状況
1. ↑  大阪府統計年鑑 - 大阪府
2. ↑  大阪市統計書 - 大阪市

阪急電鉄
1. 1 2  駅別乗降人員
2. ↑  阪急電鉄. “駅別乗降人員 2013年平均（平日）〔1月～12月〕”. 2014年9月13日時点のオリジナルよりアーカイブ。2024年8月30日閲覧。
3. ↑  阪急電鉄. “駅別乗降人員 2014年平均（平日）〔1月～12月〕”. 2015年9月23日時点のオリジナルよりアーカイブ。2024年8月30日閲覧。
4. ↑  阪急電鉄. “駅別乗降人員 2015年平均（平日）〔1月～12月〕”. 2016年9月25日時点のオリジナルよりアーカイブ。2024年8月30日閲覧。
5. ↑  阪急電鉄. “駅別乗降人員（2017年 通年平均）”. 2018年9月17日時点のオリジナルよりアーカイブ。2024年8月30日閲覧。
6. ↑  阪急電鉄. “駅別乗車人員（2018年 通年平均）”. 2024年4月29日時点のオリジナルよりアーカイブ。2024年8月30日閲覧。
7. ↑  阪急電鉄. “駅別乗車人員（2019年 通年平均）”. 2024年4月29日時点のオリジナルよりアーカイブ。2024年8月30日閲覧。
8. ↑  阪急電鉄. “駅別乗車人員（2020年 通年平均）”. 2024年4月29日時点のオリジナルよりアーカイブ。2024年8月30日閲覧。
9. ↑  阪急電鉄. “駅別乗車人員（2021年 通年平均）”. 2024年4月29日時点のオリジナルよりアーカイブ。2024年8月30日閲覧。
10. ↑  阪急電鉄. “駅別乗車人員（2022年 通年平均）”. 2024年4月29日時点のオリジナルよりアーカイブ。2024年8月30日閲覧。
11. ↑  “駅別乗降人員2023｜路線・駅”.   阪急電鉄. 2025年6月16日閲覧。

大阪府統計年鑑
1. ↑  大阪府統計年鑑（昭和42年） (PDF)
2. ↑  大阪府統計年鑑（昭和43年） (PDF)
3. ↑  大阪府統計年鑑（昭和44年） (PDF)
4. ↑  大阪府統計年鑑（昭和45年） (PDF)
5. ↑  大阪府統計年鑑（昭和46年） (PDF)
6. ↑  大阪府統計年鑑（昭和47年） (PDF)
7. ↑  大阪府統計年鑑（昭和48年） (PDF)
8. ↑  大阪府統計年鑑（昭和49年） (PDF)
9. ↑  大阪府統計年鑑（昭和50年） (PDF)
10. ↑  大阪府統計年鑑（昭和51年） (PDF)
11. ↑  大阪府統計年鑑（昭和52年） (PDF)
12. ↑  大阪府統計年鑑（昭和53年） (PDF)
13. ↑  大阪府統計年鑑（昭和54年） (PDF)
14. ↑  大阪府統計年鑑（昭和55年） (PDF)
15. ↑  大阪府統計年鑑（昭和56年） (PDF)
16. ↑  大阪府統計年鑑（昭和57年） (PDF)
17. ↑  大阪府統計年鑑（昭和58年） (PDF)
18. ↑  大阪府統計年鑑（昭和59年） (PDF)
19. ↑  大阪府統計年鑑（昭和60年） (PDF)
20. ↑  大阪府統計年鑑（昭和61年） (PDF)
21. ↑  大阪府統計年鑑（昭和62年） (PDF)
22. ↑  大阪府統計年鑑（昭和63年） (PDF)
23. ↑  大阪府統計年鑑（平成元年） (PDF)
24. ↑  大阪府統計年鑑（平成2年） (PDF)
25. ↑  大阪府統計年鑑（平成3年） (PDF)
26. ↑  大阪府統計年鑑（平成4年） (PDF)
27. ↑  大阪府統計年鑑（平成5年） (PDF)
28. ↑  大阪府統計年鑑（平成6年） (PDF)
29. ↑  大阪府統計年鑑（平成7年） (PDF)
30. ↑  大阪府統計年鑑（平成8年） (PDF)
31. ↑  大阪府統計年鑑（平成9年） (PDF)
32. ↑  大阪府統計年鑑（平成10年） (PDF)
33. ↑  大阪府統計年鑑（平成11年） (PDF)
34. ↑  大阪府統計年鑑（平成12年） (PDF)
35. ↑  大阪府統計年鑑（平成13年） (PDF)
36. ↑  大阪府統計年鑑（平成14年） (PDF)
37. ↑  大阪府統計年鑑（平成15年） (PDF)
38. ↑  大阪府統計年鑑（平成16年） (PDF)
39. ↑  大阪府統計年鑑（平成17年） (PDF)
40. ↑  大阪府統計年鑑（平成18年） (PDF)
41. ↑  大阪府統計年鑑（平成19年） (PDF)
42. ↑  大阪府統計年鑑（平成20年） (PDF)
43. ↑  大阪府統計年鑑（平成21年） (PDF)
44. ↑  大阪府統計年鑑（平成22年） (PDF)
45. ↑  大阪府統計年鑑（平成23年） (PDF)
46. ↑  大阪府統計年鑑（平成24年） (PDF)
47. ↑  大阪府統計年鑑（平成25年） (PDF)
48. ↑  大阪府統計年鑑（平成26年） (PDF)
49. ↑  大阪府統計年鑑（平成27年） (PDF)
50. ↑  大阪府統計年鑑（平成28年） (PDF)
51. ↑  大阪府統計年鑑（平成29年） (PDF)
52. ↑  大阪府統計年鑑（平成30年） (PDF)
53. ↑  大阪府統計年鑑（令和元年） (PDF)
54. ↑  大阪府統計年鑑（令和2年） (PDF)
55. ↑  大阪府統計年鑑（令和3年） (PDF)
56. ↑  大阪府統計年鑑（令和4年） (PDF)
57. ↑  大阪府統計年鑑（令和5年） (PDF)
58. ↑  大阪府統計年鑑（令和6年） (PDF)

大阪市統計書
1. 1 2 3 4 5 6 7 8 9 10 11 12 13 14 15 16 17 18  大阪市統計書・アーカイブ版  (Microsoft Excelの.xls) - 大阪市
2. ↑  大阪市統計書・令和2年版  (Microsoft Excelの.xls) - 大阪市
3. ↑  大阪市統計書・令和3年版  (Microsoft Excelの.xls) - 大阪市
4. ↑  大阪市統計書・令和4年版  (Microsoft Excelの.xls) - 大阪市
5. ↑  大阪市統計書・令和5年版  (Microsoft Excelの.xls) - 大阪市
6. ↑  大阪市統計書・令和6年版  (Microsoft Excelの.xls) - 大阪市